# Euscorpius lagostae
Espèce
Synonymes
- Euscorpius carpathicus lagostae Caporiacco, 1950

Euscorpius lagostae est une espèce de scorpions de la famille des Euscorpiidae.

## Distribution
Cette espèce est endémique de Croatie. Elle se rencontre sur Lastovo .

## Systématique et taxinomie
Cette espèce a été décrite sous le protonyme Euscorpius carpathicus lagostae par Caporiacco en 1950. Elle est placée en synonymie avec Euscorpius hadzii par Fet et Soleglad en 2002. Elle relevée de synonymie et élevée au rang d'espèce par Podnar, Grbac, Tvrtković, Hörweg et Haring en 2021.

## Étymologie
Son nom d'espèce lui a été donné en référence au lieu de sa découverte, Lagosta.

## Publication originale
- Caporiacco, 1950 : « Le specie e sottospecie del genere Euscorpius viventi in Italia ed in alcune zone confinanti. » Atti della Accademia nazionale dei Lincei, sér. 8, vol. 2, no 4, p. 159-230.